# 박애진
박애진은 대한민국의 판타지, 과학소설 작가 겸 언더그라운드 기획자이다.
1999년 PC통신 하이텔의 환타지 동호회에 단편을 기고하면서 작가생활을 시작했다. 2001년 제1회 이매진 단편 공모전에서 〈왜 어른들은 커피를 마시지?〉로 가작을 수상했다. 2003년 관습화된 국내 장르 소설의 한계를 극복하고 진지한 작가 정신과 장르 문학의 조화를 모색하기 위해 《환상문학웹진 거울》을 창간, 2010년 6월까지 편집장을 맡았다. 현재는 작가로만 참여하고 있다.
십여 권에 가까운 공동 단편집을 통해 장르를 넘나들며 다양한 창작 활동을 해 왔다. 2011년에 첫 장편 《지우전》을 출간했다.

## 작품

### 중·단편 소설
- 〈상실의 공간〉 - 1999년, PC통신 하이텔
- 〈샨, 눈물의 우물가에서 펑펑 울다〉 - 1999년, PC통신 하이텔
- 〈짝짓기〉 - 2000년, PC통신 하이텔
- 〈프리지아〉 - 2000년, PC통신 하이텔
- 〈그 곳에서 그를 만났다〉 - 2000년, PC통신 하이텔
- 〈그린티〉 - 2001년, PC통신 하이텔
- 〈내기〉 - 2001년, PC통신 하이텔
- 〈미로를 헤매다〉 - 2001년, PC통신 하이텔
- 〈나의 사랑스러웠던 인형 네므〉 - 2001년, PC통신 하이텔
- 〈기억의 조각〉 - 2001년, PC통신 하이텔
- 〈드래곤 슬레이어〉 - 2001년, PC통신 하이텔
- 〈무녀의 죽음〉 - 2001년, PC통신 하이텔
- 〈거미의 꿈〉 - 2001년, PC통신 하이텔
- 〈나 늑대인간 맞아요〉 - 2001년, PC통신 하이텔
- 〈빛 속에서〉 - 2001년, PC통신 하이텔
- 〈습격〉 - 2001년, PC통신 하이텔
- 〈빨간 원피스〉 - 2001년, PC통신 하이텔
- 〈왜 어른들은 커피를 마시지?〉 - 2001년 이매진 단편 공모전 가작 / 2004년 5월, 환상문학웹진 거울 12호
- 〈완전한 결합〉 - 2001년, 이매진
- 〈찻잔에 남겨진 것〉 - 2001년, 이매진
- 〈그녀와의 결별〉 - 2001년
- 〈만 원〉 - 2001년, 육아정보지 《엄마는 생각쟁이》 2001년 12월호
- 〈혹은...〉 - 2002년, PC통신 하이텔
- 〈요후바의 늪〉 - 2002년, PC통신 하이텔
- 〈누가 나의 오리 벤쟈민 프랑크푸르트를 죽였나〉 - 2002년, PC통신 하이텔
- 〈나의 왕〉 - 2002년, PC통신 하이텔
- 〈웃음〉 - 2002년, PC통신 하이텔
- 〈루운 평원 전투〉 - 2003년 6월, 환상문학웹진 거울 1호
- 〈아도니스〉 - 2003년 7월, 환상문학웹진 거울 2호 / 북토피아에서 전자책 발매
- 〈신체의 조합〉 - 2004년 1월, 환상문학웹진 거울 8호
- 〈전설의 대마법사〉 - 2005년 2월, 환상문학웹진 거울 21호
- 〈심연〉 - 2005년 4월, 환상문학웹진 거울 23호
- 〈선물〉 - 2006년 3월, 환상문학웹진 거울 34호
- 〈갈증〉 - 2007년 4월, 환상문학웹진 거울 47호
- 〈희망〉 - 2007년 7월, 환상문학웹진 거울 50호
- 〈무대〉 - 2007년 8월, 환상문학웹진 거울 51호
- 〈집사〉- 2007년 8월, 웹진 크로스로드
- 〈기억〉 - 2007년 9월, 환상문학웹진 거울 52호
- 〈조화(造花)〉 - 2008년 1월, 환상문학웹진 거울 56호
- 〈퇴보〉 - 2008년 2월, 환상문학웹진 거울 57호
- 〈문신〉 - 2008년 3월, 환상문학웹진 거울 58호
- 〈학교〉 - 2008년 5월, 환상문학웹진 거울 60호
- 〈횡단보도 앞 편의점〉 - 2008년 7월, 환상문학웹진 거울 62호
- 〈여우비〉 - 2009년 7월, 환상문학웹진 거울 74호
- 〈클론〉 - 2010년 10월, 환상문학웹진 거울 89호
- 〈일상〉 - 2011년 2월, 환상문학웹진 거울 93호
- 〈밤의 여왕〉 - 2011년 7월, 환상문학웹진 거울 98호
- 〈나 너와 함께〉 - 2011년 9월, 환상문학웹진 거울 100호
- 〈무한과 무한 사이〉 - 2012년 2월, 환상문학웹진 거울 105호
- 〈기연〉 - 2011년 8월, 네이버 오늘의 문학 / 장편 《지우전》의 외전
- 〈여행가〉 - 2013년 1월, 환상문학웹진 거울 115호
- 〈숏컷〉 - 2013년 5월, 환상문학웹진 거울 119호
- 〈강간, 해주세요〉 - 2013년 9월, 환상문학웹진 거울 123호
- 〈시발년〉 - 2013년 9월, 환상문학웹진 거울 123호
- 〈아침은 저주로 상큼하게〉 - 2013년 10월, 환상문학웹진 거울 124호
- 〈나랑 바람 피울래?〉 - 2014년 5월, 환상문학웹진 거울 131호

웹진 거울을 통해 작품을 발표할 경우, '가연' 혹은 '진아'라는 필명을 사용.

### 공동 작품집

#### 일반 단행본
- 《누군가를 만났어》- 2007년 1월, 행복한책읽기. 526쪽, ISBN 9788989571445
  - 〈선물〉
  - 〈신체의 조합〉
  - 〈누가 나의 오리 벤쟈민 프랑크프루트를 죽였나〉
  - 〈나의 사랑스러웠던 인형 네므〉
  - 〈완전한 결합〉

배명훈, 김보영과 함께 펴낸 3인 공동 단편집. 2009년 9월에 북큐브에서 전자책 버전 출간.
- 《한국 환상 문학 단편선》- 2008년 7월, 황금가지. ISBN 9788960172555
  - 〈문신〉
- 《앱솔루트 바디》- 2008년 9월, 해토. ISBN 9788990978745
  - 〈집사〉
- 《U, ROBOT》- 2009년 2월, 황금가지. ISBN 9788960171923
  - 〈파라다이스〉 - 이 책에서 처음 발표한 신작.
- 《커피 잔을 들고 재채기》- 2009년 9월, 황금가지. ISBN 9788960172739
  - 〈학교〉
- 《한국 스릴러문학 단편선 2》- 2010년 1월, 시작. ISBN 8901105187
  - 〈숏컷〉

#### 웹진 거울 단편선
일부 단편선에서는 기획자 또는 편집인으로도 참여.
- 《2004 환상문학웹진 거울 단편선》 - 2004년, 웹진 거울.
  - 〈아도니스〉
- 환상문학웹진 거울 흡혈귀 단편선 《혈중환상농도 13%》- 2005년, 웹진 거울.
  - 〈선물〉
- 《2005 환상문학웹진 거울 중단편선》 - 2005년, 웹진 거울.
  - 〈심연〉
- 환상문학웹진 거울 외계인 단편선 《제15종 근접조우》- 2007년 7월, 웹진 거울.
  - 〈이번엔 외계인이냐?〉 - 이 책에서 처음 발표한 신작.
- 2007 환상문학웹진 거울 중단편선 《비몽사몽》 - 2007년 11월, 웹진 거울.
  - 〈갈증〉
- 환상문학웹진 거울 고양이 단편선 《달과 아홉 냥》- 2008년 7월, 웹진 거울.
  - 〈그녀에게 새 애인이 생겼다〉 - 이 책에서 처음 발표한 신작.
- 2008 환상문학웹진 거울 중단편선 《눈 늑대》 - 2008년 11월, 웹진 거울.
  - 〈무대〉
- 2009 환상문학웹진 거울 중단편선 《잃어버린 시간의 연대기》 - 2009년 12월, 웹진 거울.
  - 〈횡단보도 앞 편의점〉
- 환상문학웹진 거울 타로카드 단편선 《타로카드 22제》 - 2009년 12월, 웹진 거울.
  - 〈나만의 연인〉 - 이 책에서 처음 발표한 신작.
- 2010 환상문학웹진 거울 중단편선 《묘생만경》 - 2010년 11월, 웹진 거울.
  - 〈여우비〉
- 2011 환상문학웹진 거울 중단편선 《그림자 용》 - 2011년 12월, 웹진 거울.
  - 〈일상〉
- 환상문학웹진 거울 탄생 단편선 《세상의 재시작까지 11억년》 - 2012년 7월, 웹진 거울.
  - 〈무한과 무한 사이〉
- 2012 환상문학웹진 거울 중단편선 《죽음을 부탁하는 상냥한 방법》 - 2012년 11월, 웹진 거울.
  - 〈나 너와 함께〉
- 2013 환상문학웹진 거울 중단편선 《여행가》 - 2013년 12월, 웹진 거울.
  - 〈여행가〉

#### 기타 출판물
- 호연마을 피망 단편선 《호연피망》 - 2012년 7월, 호연마을.
  - 〈피망이여 빛이여 아득한 하늘이여〉 - 이 책에서 처음 발표한 신작.

### 단편집
- 《신체의 조합》(거울 개인 단편선 1) - 2005년 2월, 웹진 거울.
  - 〈누가 나의 오리 벤쟈민 프랑크푸르트를 죽였나〉
  - 〈밤의 시간〉 - 이 책에서 처음 발표한 신작.
  - 〈나 늑대인간 맞아요〉
  - 〈신체의 조합〉
  - 〈나의 사랑스러웠던 인형 네므〉
  - 〈완전한 결합〉
  - 〈왜 어른들은 커피를 마시지?〉
  - 〈루운 평원〉[1]
  - 〈치누아〉 - 이 책에서 처음 발표한 신작.

2004년 12월, 북토피아에서 전자책으로 먼저 출간. 종이책 버전과 수록 내용이 약간 다름.
- 《원초적 본능 feat. 미소년》(온우주 단편선 9) - 2013년 12월, 온우주. ISBN 9788998711092
  - 〈어른들은 왜 커피를 마시지?〉
  - 〈짝짓기〉
  - 〈완전한 결합〉
  - 〈나의 사랑스러웠던 인형 네므〉
  - 〈나만의 연인〉
  - 〈조화造化〉
  - 〈낙원〉
  - 〈이번엔 외계인이냐〉
  - 해설 〈네 그림으로 너를 감췄지〉
  - 작가의 말
- 《각인》(온우주 단편선 10) - 2014년 2월, 온우주. ISBN 9788998711108
  - 〈횡단보도〉
  - 〈심연〉
  - 〈선물〉
  - 〈무대〉
  - 〈집사〉
  - 〈학교〉
  - 〈클론〉
  - 〈일상〉
  - 〈살아남은 아이들〉
  - 해설 〈그림 속의 그림 속의 그림 속의……죽음〉
  - 엮은이의 말
  - 작가의 말

### 장편소설
- 《지우전: 모두 나를 칼이라 했다》 - 2011년 6월, 페이퍼하우스. ISBN 9788994686042
- 《부엉이 소녀 욜란드》 - 2013년 1월, 폴라북스. ISBN 9788993094817

2014년 7월에 전자책으로 출간.

## 참고 문헌
- 〈《U, ROBOT》 작가와의 만남〉, SF무크지 《미래경》 Vol.1, 208~216쪽, 2009년 7월, SF&판타지도서관.

단편집 《U, ROBOT》에 참가한 젊은 작가 5인(곽재식, 김보영, 박애진, 배명훈, 임태운)의 인터뷰.
- 라티루스, 〈공허를 넘어 삶을 깨우는 소통의 흐름 : 박애진 소설에 대한 상념〉, 《B평 : 2011 환상문학웹진 거울 비평선》, 56~87쪽, 2011년 11월, 웹진 거울.

사람과 사람 사이의 '소통'을 키워드로 하여 전개한 작품론.
- 〈작가와의 만남 : 박애진〉, SF무크지 《미래경》 Vol.3, 207~221쪽, 2012년 4월, SF&판타지도서관.

2011년 7월 16일에 SF&판타지도서관에서 개최된 작가 좌담회 녹취록.